# Protect and Serve

Protect and Serve est un téléfilm américain, réalisé en tant que pilote d'une série.

## Synopsis
La vie et le travail d'officiers de la police de Los Angeles.

## Fiche technique
- Réalisation : Sergio Mimica-Gezzan
- Scénario : Mark Gibson et Philip Halprin
- Pays :  États-Unis
- Année : 2007

## Distribution
- Dean Cain : Mike Borelli
- Eric Balfour : Paul Grogan
- Jessica Paré : Hope Cook
- Monica Potter : Lizzie Borelli
- Steve Harris : Dennis Harvey
- Tamala Jones : Sharon Harvey
- Thad Luckinbill : Tim Cook
- Victoria Cartagena : Anita Esparza
- Edoardo Ballerini : Officer John Esparza
- Cassandra Braden : Dispatcher #1